# Pekařství

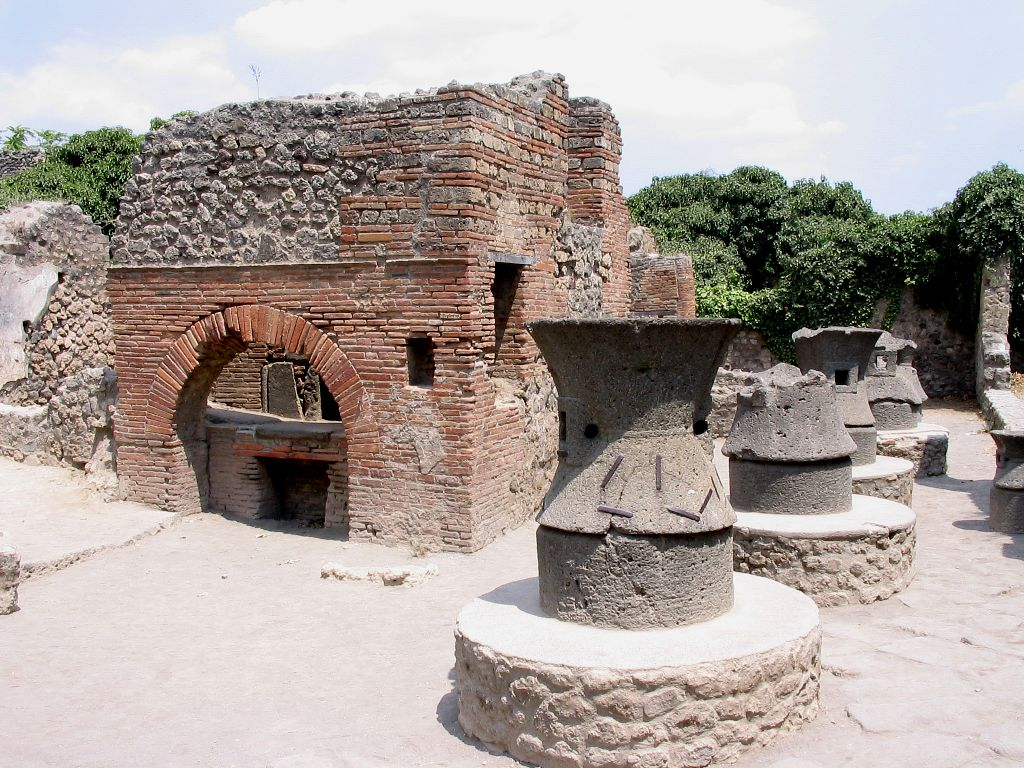
Pekárna s mlýny v Pompejích (1. stol. př. n. l.)

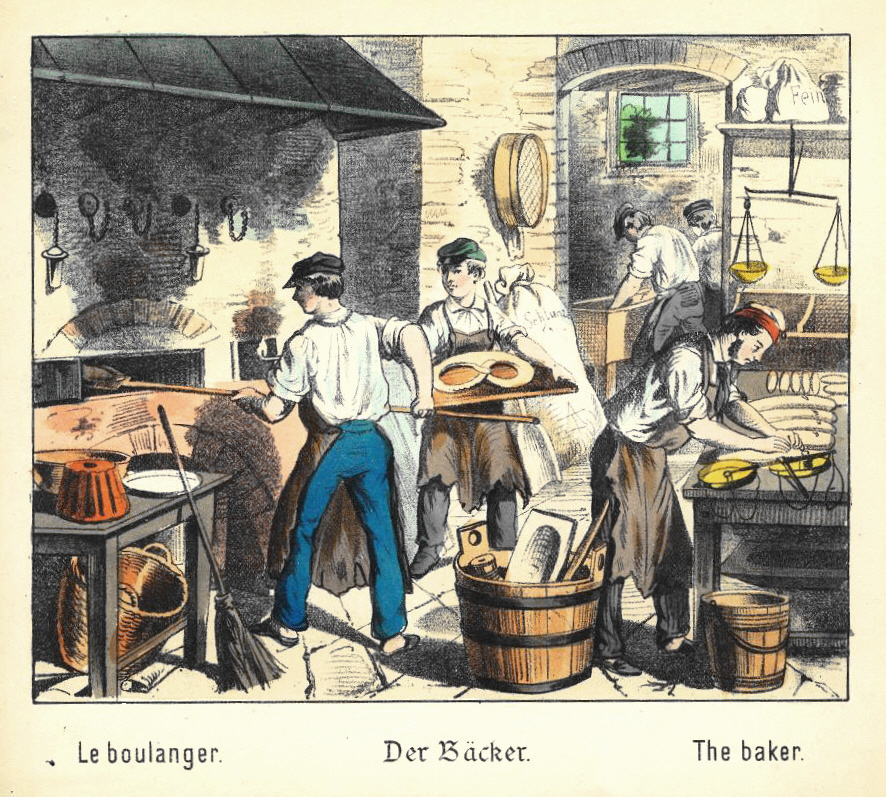
Pekařská dílna v Německu 1880

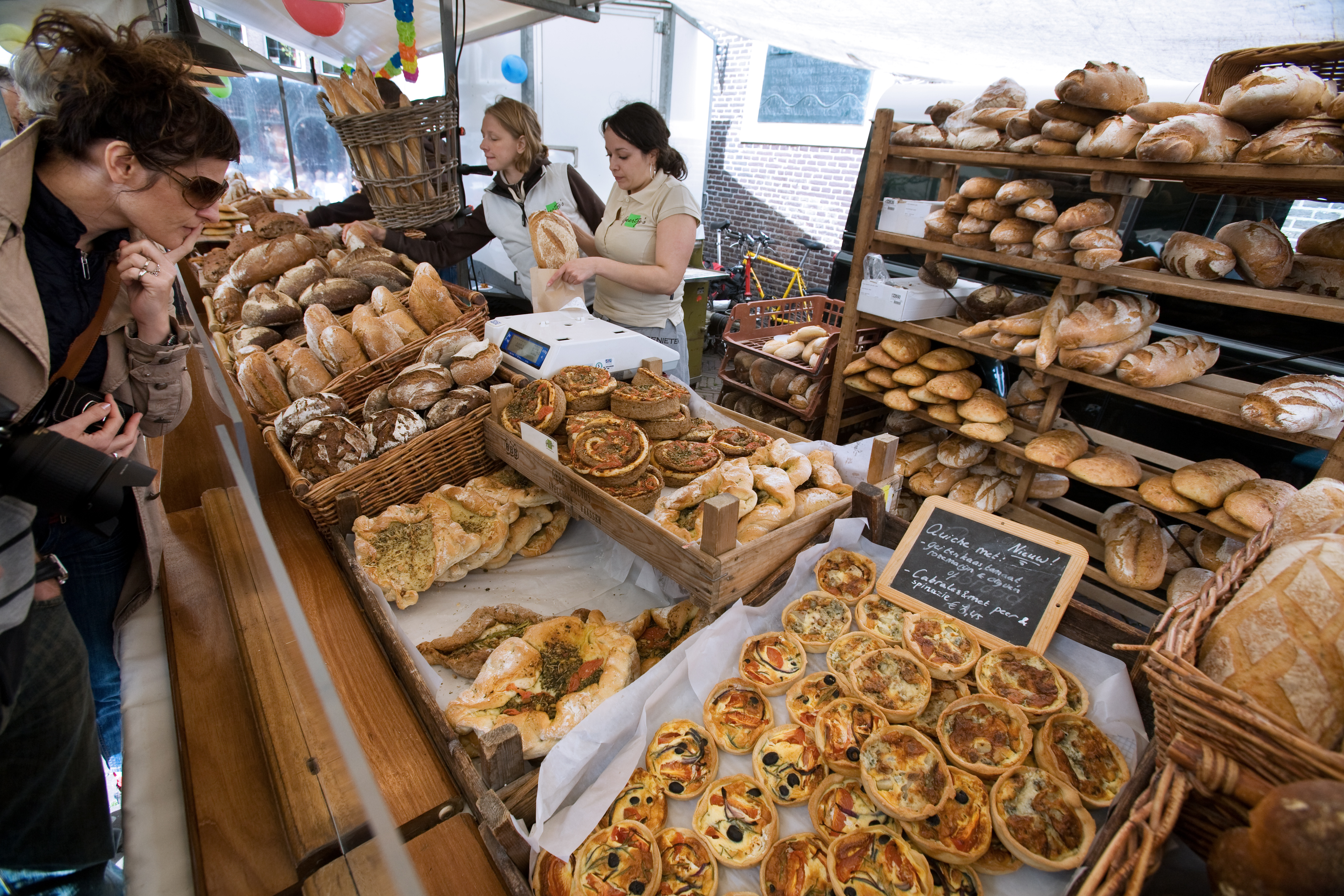
Pekařství v Amsterdamu

Pekařství je řemeslo a potravinářský obor, který se zabývá výrobou a případně i distribucí pečiva, tj. pečených výrobků z moučného těsta. Někdy může znamenat i malou živnostenskou pekárnu nebo jen prodejnu.

## Historie
Pekařská technologie je velice stará a vznikla nejpravděpodobněji zároveň s obilnářstvím. Obilí jako základ výživy velké části lidstva se totiž musí nejprve zpracovat, obvykle mletím na mlýncích a ve mlýnech, zadělat s vodou a případně nechat vykynout na těsto, které se nakonec upeče. Tyto činnosti se zprvu dělaly v každé domácnosti, teprve později se z ní oddělilo specializované mlynářství a už ve starověkých městech vznikli samostatní řemeslníci, pekaři, kteří často měli i vlastní mlýny a sklady.
První písemné zprávy o sdružení mlynářů a pekařů do cechu pochází z Římské říše za vlády císaře Trajána. U germánských kmenů se pekaři a pekárny objevují kolem 7. století nejprve při klášterech. Například klášter v Kostnici držel v 9. století mimo polností také vlastní pec, ve které se mohlo upéci najednou 1000 chlebů. Se vznikem měst v 10. a 11. století se pekařství etablovalo do svobodného řemesla. Basilej, která nejprve sloužila pod nadvládou Římanů jako vojenská základna, se po dobytí kmeny Franků a Alamanů stala v 7. století sídelním městem biskupů z Kaiseraugstu a v roce 1032 součástí Svaté říše římské. Nejstarší písemná zmínka o basilejském pekařském cechu pochází z 30. ledna 1256, který v současnosti nese název „E.E. Zunft zu Brotbecken”. V této době pekaři prodávali své zboží na tržišti a tzv. chlebných stolicích, lavicích (německy Brotbank) a chlebných loubích (německy Brotlaube).
S německou kolonizací a zakládáním měst bylo spojeno pekařské řemeslo od 10. století na českém, moravském a slezském území. Chlebné lavice se vyskytují téměř v každé zakládací listině. Podle franckého práva drželo chlebnou stolici také město Vělička. Papež Martin IV. potvrdil zderazskému klášteru 3. června 1283 mimo dalších práv a majetků též užitky ze dvou masných, chlebných i ševcovských krámů.
Pekařské bratrstvo v Praze je zmíněno k roku 1410. Ve středověku patřili vedle řezníků mezi nejbohatší řemeslníky, jejich činnost byla ale už od 14. století také předmětem úřední kontroly. Koš na potápění nepoctivých pekařů do řeky byl z Karlova mostu odstraněn až roku 1688.
Až do poloviny 20. století se rozlišovalo pekařství, cukrářství a ještě zvláštní řemeslo pecnařství, které se omezovalo jen na pečení chleba a bývalo často připojeno k mlýnům. V 19. století byly pekařské technologie (zejména kynutí) vědecky prozkoumány a koncem století se objevily první stroje, parní a později i elektrické a horkovzdušné pece. Dnes se většina pekařských výrobků vyrábí v průmyslových provozech, vedle toho se však udržely i menší živnostenské dílny, které se opět těší zvýšené oblibě. Nabízejí čerstvé pečivo „přímo z pece“, různě zdobené pečivo, ručně pletené housky atd.